# Coro Città di Ala
Il Coro Città di Ala è un coro maschile trentino fondato nell'anno 1969; esegue principalmente elaborazioni di canti popolari e di montagna, il gruppo è attualmente composto da 37 elementi ed è diretto dal maestro Joel Aldrighettoni

## Storia
Il Coro Città di Ala nasce nel 1969 per merito di alcuni amici (una decina dei quali facenti tuttora parte del Coro), appassionati dei canti della montagna, e che già in precedenza si riunivano annualmente per eseguire alcune canzoni di Natale in occasione della Messa di Mezzanotte nella chiesa dei Padri Cappuccini di Ala.
Dopo le prime esibizioni in ambito locale, inizia l'esperienza fuori regione e presto in tutta Italia. Nel 1976 effettua la sua prima tournée all'estero, in Germania, e nello stesso anno incide il suo primo LP: da allora le tournée all'estero si svolgono con cadenza quasi annuale portando il nome della propria città in vari Paesi europei e, verso la fine del 1998, anche in Brasile, con la visita a varie comunità trentine degli Stati del Sud di quel Paese. Nel gennaio 2003 effettua un'importante trasferta in Australia in occasione della Convention dei Trentini nel Mondo tenuta a Canberra.
Nel 1999 per ricordare i suoi trent'anni d'attività, il coro incide un CD e pubblica un volume dal titolo “…sembrava un canto la mia valle …” in cui raccoglie una quindicina di brani inediti della Val Lagarina, armonizzati da vari musicisti, e 35 composizioni corali di autori alensi per il testo o per la musica.
Nel 2009 il Coro ha istituito un premio, intitolato al primo Direttore del Coro (Enzo Cumer, scomparso nel 2008), da assegnare, con cadenza biennale, a persone o complessi che si sono particolarmente distinti nel mondo del canto popolare, nello studio e nella ricerca musicologica del patrimonio popolare trentino.
Il repertorio del “Coro Città di Ala” comprende canzoni tipicamente trentine (con particolare attenzione nei confronti di quelle raccolte in Val Lagarina), brani popolareschi d'autore, nonché altri pezzi popolari di altre regioni italiane, e stranieri.

## Direttori
Hanno diretto il Coro Città di Ala:
- Enzo Cumer dal 1969 al 1977
- Mario Trainotti dal 1977 al 1981
- Mario Tomasi dal 1981 al 1983
- Mario Trainotti dal 1983 al 1992
- Stefano Veronesi dal 1992 al 1993
- Enzo Cumer dal 1993 al 2007
- Enrico Miaroma dal 2007 al 2013
- Joel Aldrighettoni dal 2013

## Discografia
- 1976: "Voci e suoni in amicizia" LP con 12 brani in collaborazione con l'orchestra "Fiorini" di Meersburg (D)
- 1986: "Harmonie Alpine - Melodien aus Trient" LP con 10 brani in collaborazione con l'orchestra mandolinistica di Dinslaken (D)
- 1989: "Canto de not en montagna" LP e MC con 13 brani popolari
- 1999: "Sembrava un canto la mia valle" CD con 14 canti di ieri e di oggi della Val Lagarina
- 2008: "Cantar senza confini" CD con 18 brani
- 2012: "Ecco alfin..." CD di canti natalizi (10 brani) e la Messa Cerviana di Lorenzo Perosi
- 2014: "Senza giorno e senza ora" CD con 17 brani popolari